# Duomo di Schio
Il duomo di San Pietro Apostolo è l'edificio sacro più importante di Schio; si trova in pieno centro cittadino affacciandosi sulla piazza intitolata ad Alessandro Rossi.

## Storia
Il duomo di San Pietro prende origine nel decimo secolo probabilmente ad opera dei benedettini. Il primo documento noto riferito alla chiesa risale al 975 e riguarda la donazione della cappella scledense al monastero benedettino dei santi Felice e Fortunato di Vicenza. La primitiva piccola cappella sorta forse sulle rovine di una torre di guardia longobarda passò successivamente, nel 1033, al monastero di San Pietro di Vicenza assieme alla chiesa principale della val Leogra, cioè la pieve di Pievebelvicino da ciò probabilmente deriva anche la dedica della chiesa. La chiesa scledense a partire dal XII secolo ospitò l'archipresbyter della pieve in maniera stabile, anche se i riti battesimali di Pasqua e Pentecoste fossero ancora celebrati presso l'antica chiesa matrice di Santa Maria di Belvicino. Nel 1123 infatti papa Callisto II decreta il trasferimento della parrocchia a Schio in quanto l'abitato di Pievebelvicino era "devastato dal torrente Leogra quella contrà quasi affatto, furono ridotti li popoli ad habitar la contrà e vicinanza di San Pietro".
Attorno alla metà del Quattrocento l'edificio venne completamente ricostruito, diventando sede pievana in maniera definitiva a partire dal 1453. Venne riedificato nuovamente tra il 1747 ed il 1879 nelle forme che ancora oggi vediamo. Un'epigrafe murata sul muraglione del giardino pensile di sinistra infatti recita: LA CHIESA/ERETTA SU QUESTO COLLE NEL SECOLO DECIMO/RIFATTA POI TRE VOLTE/E PER CONCORDE GENEROSITÀ CITTADINA/A MAESTOSE FORME RIDOTTA/FU AMPLIATA E ABBELLITA/NEL MDCCCLXXIX.
La nuova fabbrica venne consacrata nel 1820 dal vescovo di Chioggia Giuseppe Manfrin Provedi, già arciprete del duomo scledense, e promotore dei lavori di rifacimento della facciata della chiesa.
Dopo svariati tentativi effettuati nel 1590, 1611 e 1625, la chiesa di San Pietro a partire dal 1634 e fino al 1866 venne dichiarata collegiata.
Dal 1702 la chiesa custodisce le reliquie di santa Felicissima, divenuta compatrona di Schio.
Nelle pertinenze della chiesa si trovava il cimitero cittadino: venne trasferito nel 1807 presso la chiesa della santissima Trinità, fuori dal centro urbano, in esecuzione dell'editto di Saint Cloud. L'ultima sepoltura presso San Pietro venne eseguita nell'aprile 1807.
Fino al 1932 quella di San Pietro è stata l'unica parrocchia del centro urbano di Schio; è inoltre sede del vicariato di Schio.

## Descrizione

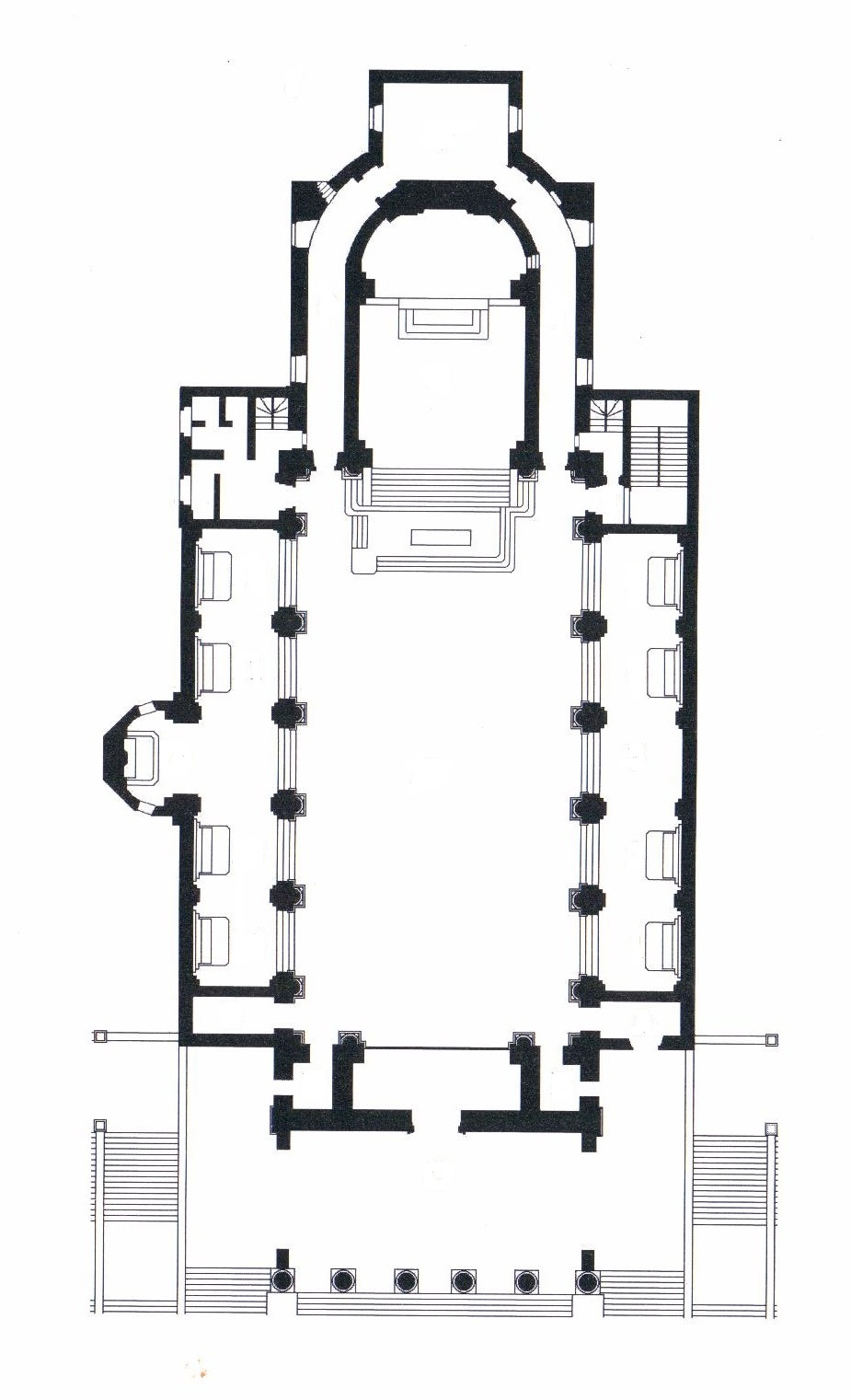
Pianta del duomo di Schio

Il duomo di Schio si eleva sulla sommità del colle Gorzone, un piccolo sperone roccioso, l'ultimo tratto della lingua di terra che si incunea nel centro cittadino, formando anche le propaggini del colle del castello e dei cappuccini.
L'attuale aspetto del duomo, dalle forme neoclassiche, è il risultato di numerosi interventi eseguiti tra il 1747 ed il 1879. Nel XVIII secolo infatti la comunità decise di ricostruire totalmente la chiesa. Il primo intervento in tal senso fu la realizzazione della nuova navata centrale, su progetto di Giovanni Miazzi; nel 1770 su disegni di don Domenico Cerato vennero edificati l'abside e la sagrestia pensili. Tra il 1800 e il 1820 su progetto di Antonio Diedo venne eretta la nuova facciata della chiesa aggiungendo il classico pronao e la coppia di campanili.
Un ulteriore progetto di Tommaso Meduna datato 1837 aggiunse all'edificio la coppia di scalinate laterali che collegano la chiesa alla piazza sottostante, mascherando con un'imponente muraglia il colle Gorzone. L'ultimo grande intervento nell'edificio si deve ad Antonio Caregaro Negrin, che su commissione di Alessandro Rossi, nel 1879 progettò per la chiesa le due piccole navate laterali e realizzò la nuova canonica.
Nel 1941 si riadattò in parte l'interno su progetto dell'architetto Vincenzo Bonato. Risalgono infine agli anni duemila i complessi lavori di realizzazione dell'ascensore che collega la piazza alla soprastante chiesa.

### Esterno

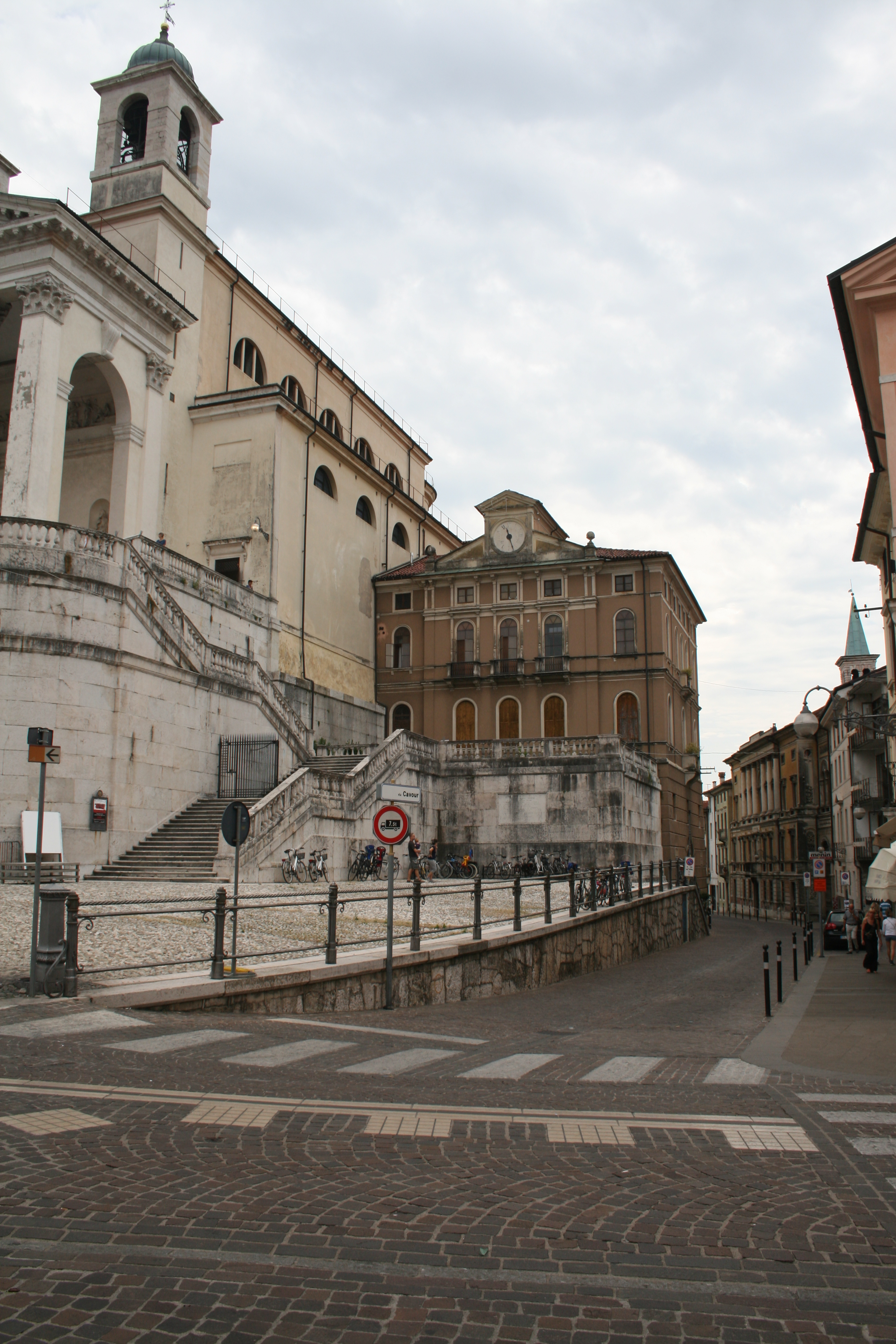
La canonica del 1879, progettata da Antonio Caregaro Negrin

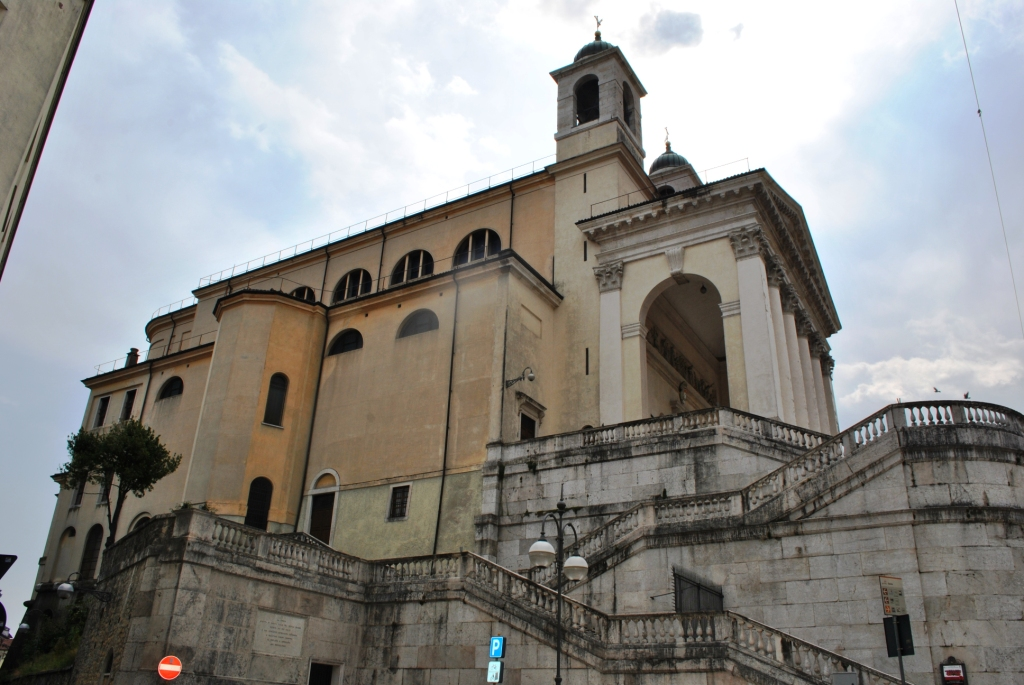
Veduta laterale del duomo

Frontalmente il duomo si eleva al di sopra del candido muraglione in pietra che occulta completamente la vista del colle Gorzone sul quale il duomo stesso è edificato. Due grandi scalinate simmetriche accedono all'ampia terrazza che si trova di fronte alla chiesa. Questa è preceduta da un classico pronao in stile corinzio, sotto il pronao sculture dei quattro Evangelisti, opera di Valentino Zajec e una fascia in altorilievo con episodi della vita di San Pietro (Napoleone Guizzon, 1900). Sopra di esso si elevano due corti campanili: quello di destra conserva cinque campane, le 3 campane maggiori del 1879, la 4° del 1931 e la 5° del 2008; quello di sinistra ha una grande campana del 1958, fusa dalla fonderia Colbachini di Bassano del Grappa, denominata Regina Pacis e dedicata dalla comunità ai caduti. A destra del duomo la canonica del 1879 caratterizzata dall'orologio sul timpano; essa conserva numerosi dipinti di varie epoche ed autori, tra cui una Madonna tra Santa Caterina e il Battista di Jacopo Palma il Vecchio. L'edificio custodiva anche l'archivio e biblioteca del duomo, fino al trasferimento nella nuova sede presso la loggia dei Battuti, avvenuta nel 2023.

### Interno
Gli interni della chiesa arcipretale di Schio, il cui progetto decorativo generale è opera di Tito Chini (1933), sono stati sottoposti tra gli anni ottanta e novanta ad un generale restauro che ha cercato di recuperare parzialmente l'aspetto settecentesco della chiesa, eliminando le decorazioni più invasive.

#### Navata centrale
La spaziosa navata centrale è separata da quelle laterali mediante una serie di possenti pilastri abbinati a semicolonne corinzie. La navata è  decorata con una serie di statue degli Apostoli, sopra di esse dei riquadri con le figure dei Profeti e dei Padri della Chiesa, tutte ad opera di Valentino Zajec. Nell'attico una serie di ventun bassorilievi raffiguranti alcuni episodi biblici sono dello stesso Zajec; tutte queste opere sono state realizzate nel 1876/77. Le vele poste sopra alle finestre sono decorate con i Padri e i Dottori della Chiesa da Tito Chini (1933). Il soffitto è decorato con una grande stereocromia del 1877 di Valentino Pupin: Gesù Cristo e la sua Chiesa. La Via Crucis è composta da 14 tempere dipinte su tavola su fondo dorato, opera del 1893 del Pasquotti.

#### Navate laterali
Le piccole navate laterali sono caratterizzate dalla quota del pavimento più alta rispetto a quella della navata centrale e dal soffitto a crociera, la loro ridotta dimensione è dovuta alla scarsità dello spazio disponibile nel sito dove sorge la chiesa, sulla sommità del colle Gorzone; esse conservano i numerosi altari presenti nel duomo.
Nella navata di destra si trovano quattro altari di origine settecentesca: tre di essi custodiscono sculture novecentesche opera di Guido Cremasco (Sant'Antonio da Padova, Madonna del Rosario e Sacro cuore); il quarto una Madonna del Carmine del 1914 di Vincenzo Cadorin. Un grande affresco, Gesù maestro, di Alfredo Ortelli del 1943 prende posto nella campata centrale della navatella. Completano gli ornamenti un dipinto di Alessandro Maganza, Madonna con i Santi Rocco e Sebastiano e La discesa della manna di Giuseppe Pupin.
La navata di sinistra ospita quattro altari (due settecenteschi e due ottocenteschi) e la cappella del Santissimo Sacramento. Gli altari conservano statue di Valentino Zajec (Crocifisso), di Guido Cremasco (Immacolata concezione) e dipinti di Giovanni Busato (San Carlo comunica San Luigi Gonzaga) e Valentino Pupin (Patrocinio di San Giuseppe). La settecentesca cappella del Santissimo Sacramento è stata rimaneggiata nel 1923 su progetto di Ferruccio Chemello. Sulla parete, infine, San Mattia predica alle folle, dipinto di Tommaso Pasquotti.

#### Presbiterio
La zona del presbiterio è preceduta da una grande scalinata modificata nel 1941; nel presbiterio si trova l'altare maggiore del 1783 che custodisce una tela di Valentino Pupin (La consegna delle chiavi, 1867) ed è affiancato da statue di Zajec del 1877, Fede e Speranza; la mensa che accoglie le reliquie di santa Felicissima è stata modificata nel 1820 da Antonio Diedo. Nel coro quattro stereocromie di Giovanni Busato del 1867: La vocazione di San Pietro, La negazione di San Pietro al sinedrio, La maledizione di Simon Mago e Il martirio di San Pietro. L'abside è stato decorato da Tito Chini negli anni trenta con vari soggetti: Dio Padre, Cristo in trono affiancato da Pietro e Paolo.
Dai lati del presbiterio due corridoi simmetrici (sui quali sono posizionati le antiche tele di alcuni altari, altre provenienti da altre chiese cittadine e ritratti di sacerdoti ad opera di Giovanni Demio, Alessandro Maganza, Pietro Bartolomeo Cittadella, Giovanni Busato, Giuseppe Faccin e Giuseppe Pupin) conducono alla sagrestia, arricchita dai ritratti degli arcipreti degli ultimi due secoli eseguiti da vari artisti.

#### Organi a canne
La chiesa custodisce due organi: uno positivo di scuola pugliese del XVIII secolo (8 registri), ed un Mascioni del 1942 di 59 registri.

### Altri ambienti della chiesa
Il duomo di San Pietro presenta altri ambienti ubicati ad un livello inferiore rispetto a quello delle navate.
Il primo di questi è raggiungibile dal terrazzo posto nella scalinata di sinistra, qui si trovano i locali del vestibolo e del battistero, preceduti da un atrio che li collega all'ascensore. Gli ambienti del battistero sono stati qui trasferiti, riformati e benedetti nel 1884. Il fonte battesimale è opera di Francesco Cavallini, mentre il ricco coperchio con mosaici è stato costruito a Venezia. Le vetrate anch'esse a mosaico rappresentano i battesimi del Re Clodoveo e del ministro della regina Candàce. Ad impreziosire questi ambienti, e quelli del corridoio attiguo, epigrafi, tele di autori anonimi, resti di vecchi altari e bassorilievi.
Il corridoio conduce presso l'Oratorio della Carità, dove sono custodite due piccole statue settecentesche, San Gioacchino e Madonna col bambino. Un arco mette in comunicazione l'Oratorio con il Sottocoro. Quest'ultimo è stato decorato negli anni trenta da Tito Chini (Santa Chiara, San Francesco, Sant'Antonio da Padova e San Ludovico IX di Francia) e presenta un altare del 1885 di Francesco Cavallini dedicato a San Francesco; nella nicchia una statua lignea di Valentino Zajec.